# Claudio Williman
Claudio Antolín Williman González, né le 10 octobre 1861 à Montevideo et mort le 9 février 1934, est un historien et homme d'État conservateur uruguayen.
Il est le président de l’Uruguay de 1er mars 1907 à 1er mars 1911.

## Biographie
Membre du Parti Colorado, il est sénateur et député dans les années 1910 et président de la Banque de la République (1916-1924). Il a fondé les ministères de l'Industrie et des Travaux Publics.